# Jarkko Ahola
Jarkko Ahola (Toijala, 24 agosto 1977) è un compositore, bassista e cantante finlandese, fondatore dei gruppi Teräsbetoni e AHOLA.
Fa inoltre parte del supergruppo finlandese Northern Kings ed è collaboratore dei Dreamtale, Cosmic Spell, e Helmisetti. Ha avuto una parte anche nel progetto Raskasta Joulua dove i famosi carol natalizi vengono riscritti in chiave metal. Nel 2012 ha anche pubblicato Ave Maria, in cui reinterpreta famose canzoni liriche e canti natalizi.

## Discografia

### Con gli AHOLA
- 2012 – Stoneface
- 2014 – Tug of War

### Con i Teräsbetoni
- 2005 – Metallitotuus
- 2006 – Vaadimme metallia
- 2008 – Myrskyntuoja
- 2010 – Maailma tarvitsee sankareita

### Con i Northern Kings
- 2007 – Reborn
- 2008 – Rethroned

### Con i Dreamtale
- 2005 – Difference

### Da solista
- 2012 – Ave maria - Joulun klassikot
- 2014 – Suojelusenkeli – Joulun klassikot 2

## Partecipazioni
- Blind Stare - Symphony of Delusions (Japanese bonus track "Runaway"; Bon Jovi cover) (2005)
- Raskaampaa joulua (2006)
- Tilkkutäkki 3 (2007)
- Diablo - Icaros (2008)
- Ruaste - Nuottiöljyy (2009)
- Cheek - Jare Henrik Tiihonen (2009)
- Pispalassa jytää - Juicen & Coitus Intin Parhaita (2010)
- Oulu All Star Big Band & J. Ahola - Big Band Goes Heavy (2010)
- Moottörin Jyrinä - Nupit luoteeseen (2011)
- Artisti vari - Embrace the Sun - Lion Music Japan Benefit Project (2011)
- Raskasta joulua (2013)
- Raskasta joulua 2 (2014)
- Ragnarok Juletide (2014)